# Vinko Filli
Vinko Filli, slovenski skladatelj, zborovodja in kulturni delavec, * 19. januar 1879, Tolmin, † 30. avgust 1948, Tolmin.

## Življenje
Vinko Filli se je rodil očetu Ivanu Filliju, ki je bil brivec, in materi Mariji Filli, rojeni Vogrič. Večji del svojega otroštva je preživel pri starih starših z bratrancem Hrabroslavom Otmarjem Vogričem, rojenim Andrej, ki je tudi bil skladatelj. Oče mu je zgodaj umrl, zato je kmalu po končani osnovni šoli bil primoran skrbeti za mater, brata in teto. Poročil se je z Justino, rojeno Kuk, s katero je imel tri otroke, dva sina, Borisa in Ivana Fillija, in hčer Marto Filli.
Obiskoval je osnovno šolo v Tolminu, poleg tega pa se je tudi glasbeno izobraževal pri več glasbenih učiteljih. Prvo glasbeno znanje je prejel od učitelja Andreja Sattlerja, njegovo poznanstvo s skladateljem, organistom in učiteljem Danilom Fajgljem, ki ga je naučil igrati na harmonij, pa je bilo zelo pomembno za njegovo nadaljnje glasbeno udejstvovanje. Z učenjem glasbe je nadaljeval kot samouk in se naučil igranja na orgle, violino, čelo, piccolo in brač.
Pri osemnajstih letih se je zaposlil kot pisar pri tržnem notarju, kjer je delal pet let od leta 1897 do leta 1902 in opravljal enoletno neplačano prakso. Kasneje je bil imenovan za pisarja pri občinskem sodišču. Pridružil se je Rokodelskemu bralnemu društvu Tolmin, v okviru katerega je deloval kot pevovodja, dirigent in tudi predsednik. Pod njegovim vodstvom so delovali mešani pevski zbor, tamburaški zbor in orkester. Po prvi svetovni vojni je te sestave, zraven še dramski odsek, knjižnico in čitalnico, ponovno obudil.
Med prvo svetovno vojno je služil kot vojak v Brucku ob Muri in Ljutomeru, kasneje pa je šel v Cerkno in Podbrdo. Po prvi svetovni vojni se je posvetil kompoziciji, ustvarjal je predvsem posvetne skladbe za zbor, pesmi in instrumentalne skladbe ter kuplete za gledališke igre, poleg tega pa je harmoniziral domače napeve, ki sta jih nato izvajala zbor in orkester. Veliko je tudi organiziral in pomagal pri režiji iger in scenskih osnutkov. Skrbel je za glasbeno udejstvovanje v Tolminu, leta 1922 je namreč ponovno obudil tamburaški zbor, čeprav so ga kasneje fašistične oblasti zatrle.
V letu 1923 se je bil zaradi preganjanja italijanskih oblasti, zasliševanja in izvajanja hišnih preiskav prisiljen upokojiti. Svoje delovanje je kasneje prenesel v cerkveni prostor, kjer je komponiral na slovenska in latinska liturgična besedila. Po kapitulaciji Italije je prevzel vodenje Zemljiške knjige na sodišču. Čeprav je ostal je zvest dirigiranju v cerkvi, se je ponovno vključil v prosvetne dejavnosti in obnovil delovanje prosvetnega društva. Vse do smrti je ustvarjal, se izpopolnjeval. Do leta 1993 so njegova dela ostala v rokopisu, nato so izšla v zbirki z naslovom Cerkvene skladbe (1925–1944), ki jo je izdalo Združenje pevskih zborov Primorske iz Nove Gorice.
Leta 1998, ob 50. obletnici njegove smrti, mu je na rojstno hišo družina postavila spominsko ploščo.

## Delo
V obdobju po vojni je napisal mnogo zanimivih skladb, kot so Venček narodnih za dvoglasni ženski zbor, Rokovnjaška, Nikar ne sprašujte, Tolminki, Vagabund, Moč ljubezni, Ptiček in Veseli pastir. V času delovanja v cerkvenem okolju je napisal Tantum ergo za mešani zbor, drugi Tantum ergo iz leta 1925, božični Tantum ergo, priredbo Hribarjevega Tantum erga, slovensko besedilo pa je dodal v Schoepfov Te Deum in v Ave verum je dodal besedilo Ljubke Šorli.
Uglasbil je besedila mnogih slovenskih piscev. Pripravi, Jezus, tudi mene; Blažena noč in V zvezdicah žari nebo so uglasbena besedila redovnice m. Elizabete. Filli je veliko uglasbil tudi besedil Janeza Puclja, na primer Velikonočno vprašanje Magdaleni; Mati božja na Ilovici in Velikonočna. Nekaj besedil je prispevala tolminska pesnica Ljubka Šorli, med drugim pesem Binkoštna. Druge Fillijeve uglasbitve so še: Velikonočna: Zveličar gre iz groba; Presveta rešnja kri; Lavretanske litanije; Pozdrav; Bogu; Ko vse ugasnejo zvezde; Velikonočna: Skalovje groba; Križev pot; Velikonočna; Brezmadežni; Tiho, rahlo …; Kaj se vam zdi?; Svetonočna, ki je priredba pesmi Mengorski materi.

### Zbirka skladb
Njegova dela so ostala vse do leta 1993 v rokopisu. Takrat je izšla zbirka njegovih skladb, naslovljena Cerkvene skladbe (1925–1944) v založbi Združenja pevskih zborov Primorske iz Nove Gorice. Publikacija je bila predstavljena v tolminski cerkvi na Slavnostnem koncertu Fillijevih del 18. junija 1994. Na koncertu so nastopili trije zbori, Mešani pevski zbor Obala iz Kopra, Portoroški zbor in Komorni moški zbor Izola. Koncert je imel ponovitev na Sveti Gori nad Novo Gorico 19. junija 1994, kasneje pa še v Trstu 25. junija 1994. Izšla je tudi kaseta z njegovo glasbo.